# Sidensvans
Sidensvans (Bombycilla garrulus) är en fågel som tillhör ordningen tättingar i familjen sidensvansar. Arten häckar i de nordligaste delarna av Eurasien och nordvästra Nordamerika. Vintertid kan den observeras i stora flockar längre söderut.

## Utseende och läte

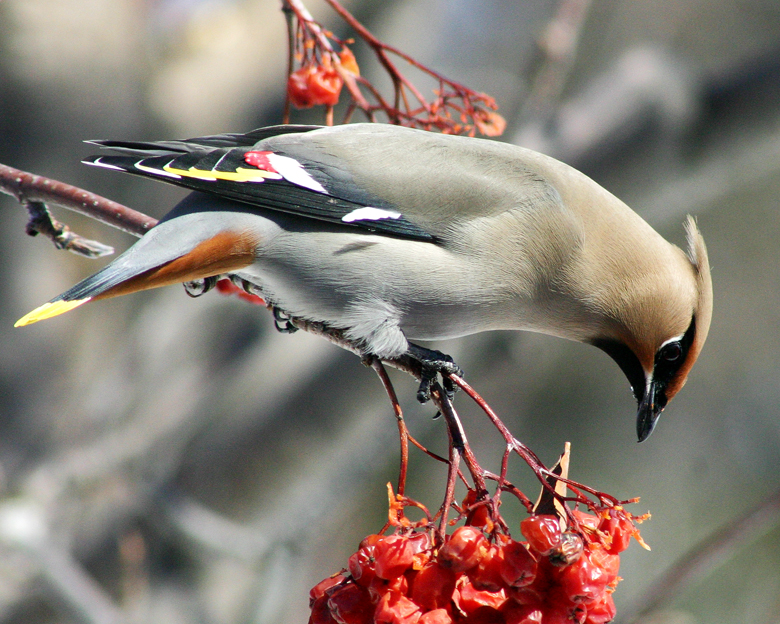
Adult hane. Notera de gula och vita partierna på vingspetsarna.

Sidensvansen är stor som en stare men upplevs större då den har en kompakt kropp med tjock hals och stort huvud. Den är 18–21 centimeter lång, har ett vingspann på 32–36 centimeter och väger cirka 60 gram.[källa behövs] Sidensvansen är rödgrå, med svart strupe, ett svart band genom vardera ögat och gul stjärtspets. Fjäderbeklädnaden, som är mjuk och fin, bildar på huvudet en mycket lång tofs. Sidensvansen har en kort, vid roten nedtryckt, näbb. Vingarna är långa och spetsiga. Tarsens framsida har tydligt åtskilda sköldar. Vingarnas armpennor, ibland också stjärtpennorna, har lackröda pergamentartade bihang.
Den har ett mycket karaktäristiskt läte som ofta hörs från överflygande flockar. Lätet beskrivs som ett plingande av silverklockor.

## Utbredning och systematik

### Taxonomi
Sidensvansen beskrevs taxonomiskt första gången av Carl von Linné 1758 i tionde upplagan av hans Systema Naturae. Han beskrev den som Lanius Garrulus och placerade den därmed i samma släkte som törnskatan. Dess nuvarande släkte Bombycilla beskrevs 1808 av Louis Jean Pierre Vieillot.
Det vetenskapliga släktnamnet Bombycilla härstammar från latinets Bombyx, som betyder "silke" eller "silkeslen", och cilla, vilket är nylatin för "stjärt". Detta är en direktöversättning av svenskans sidensvans och refererar till fågelns silkeslena fjäderdräkt. Dess artepitet, garrulus, betyder "pratsam" och refererar till dess utseendemässiga likheter med nötskrika (Glandularius garrulus).

### Utbredning

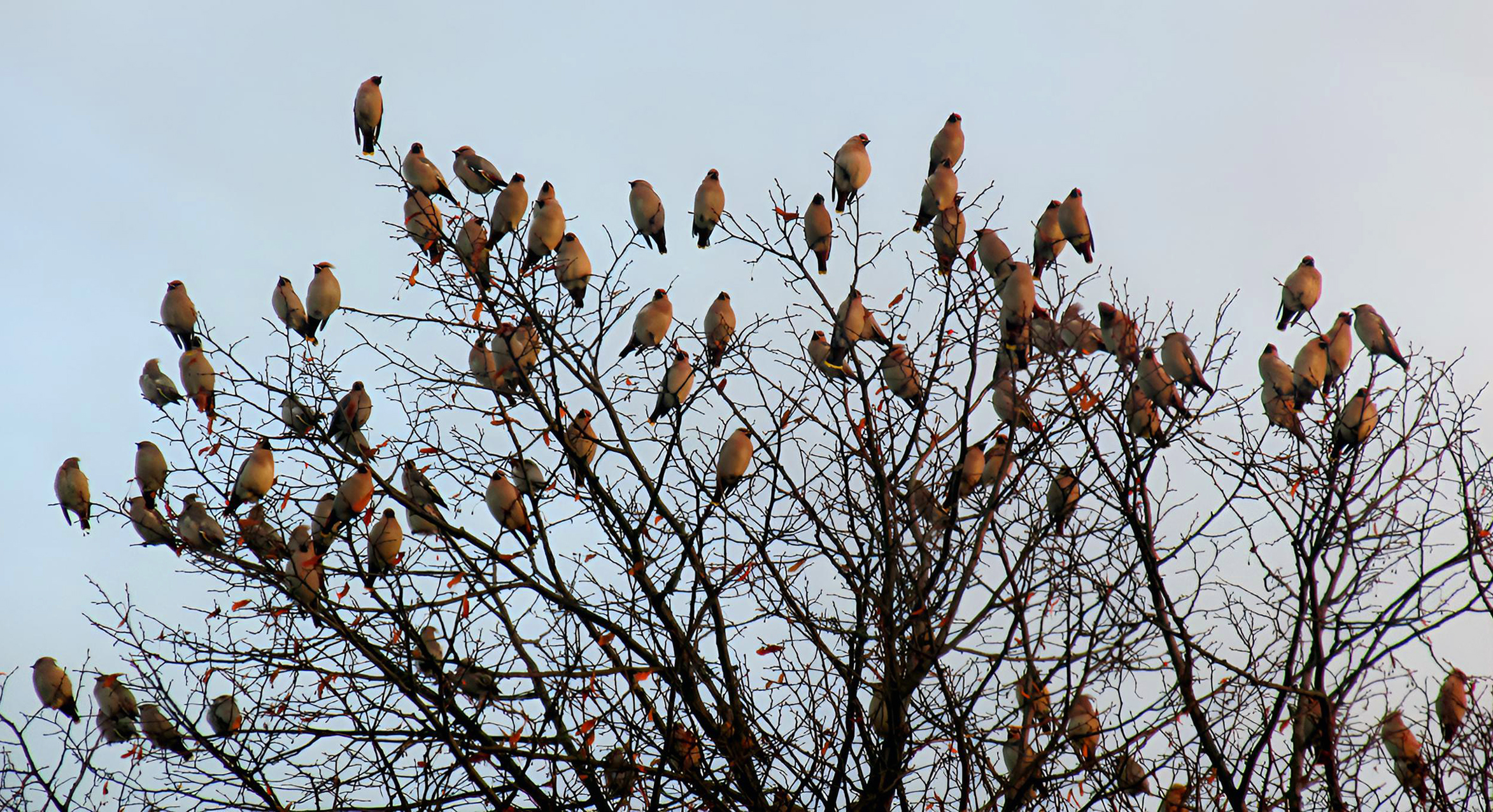
Sidensvansen är en flockfågel, och ses ofta i stora flockar i toppen på höga träd.

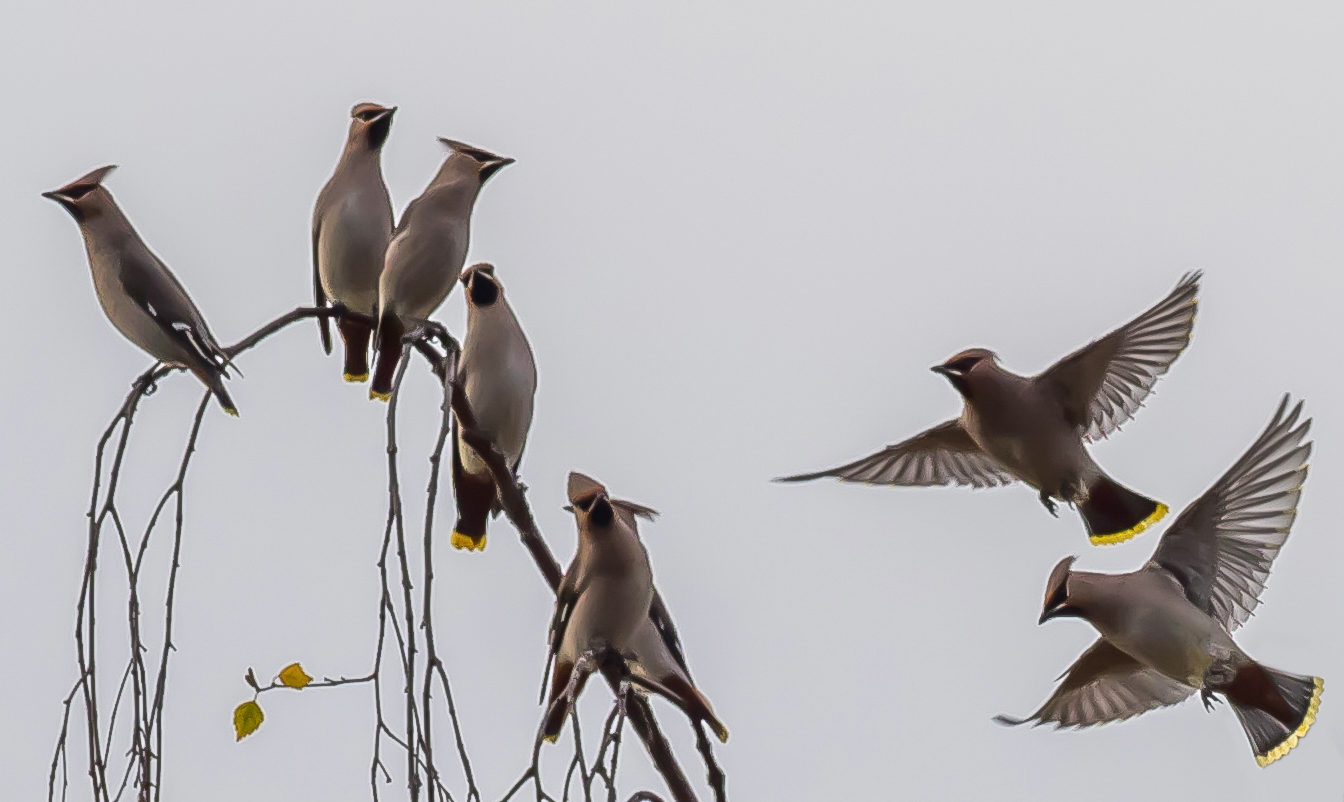
Avmagrade sidensvansar på hösten som just anlänt till Stockholmstrakten efter lång flytt norrifrån.

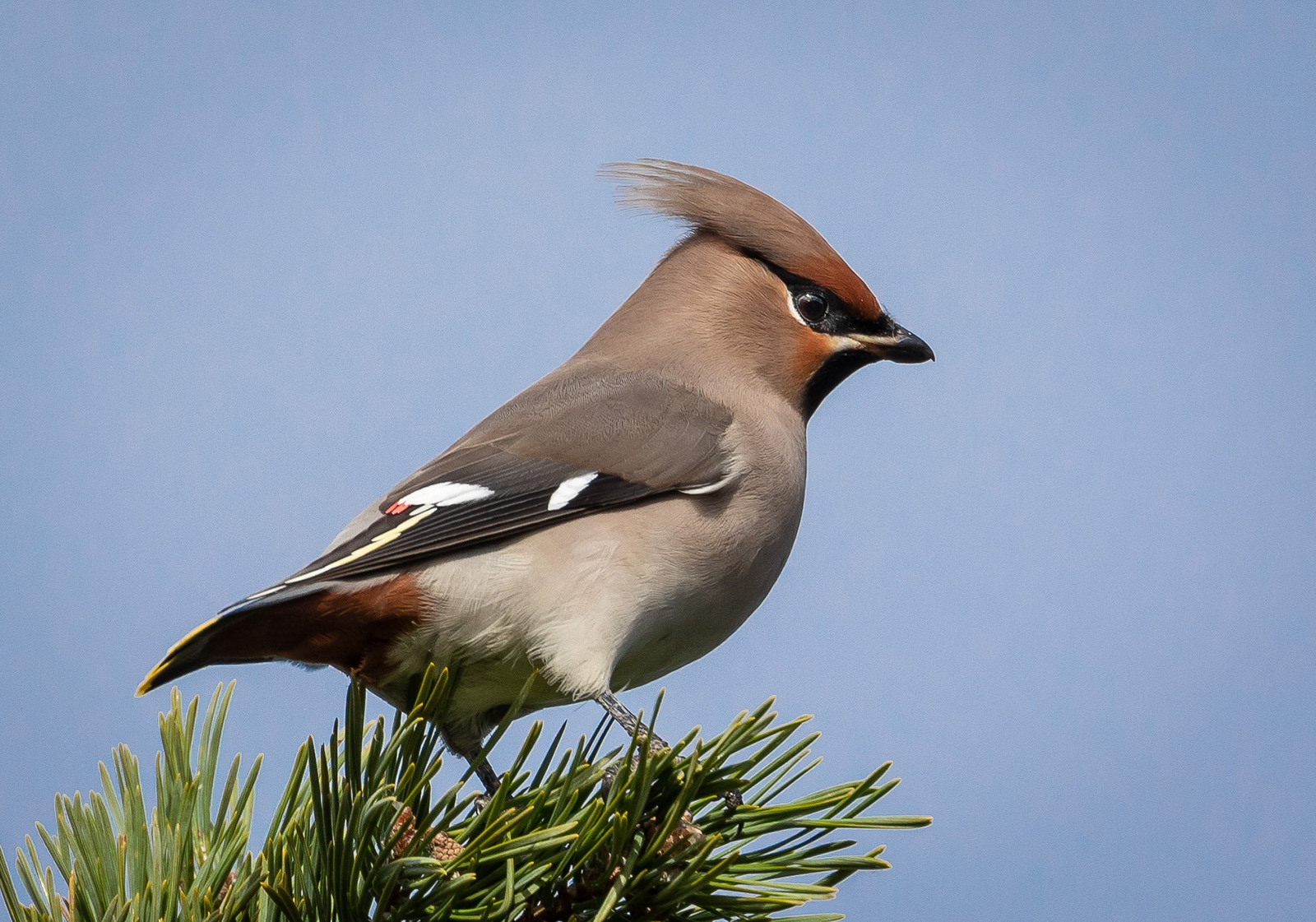
Sidensvansens huvud har en tydlig tofs.

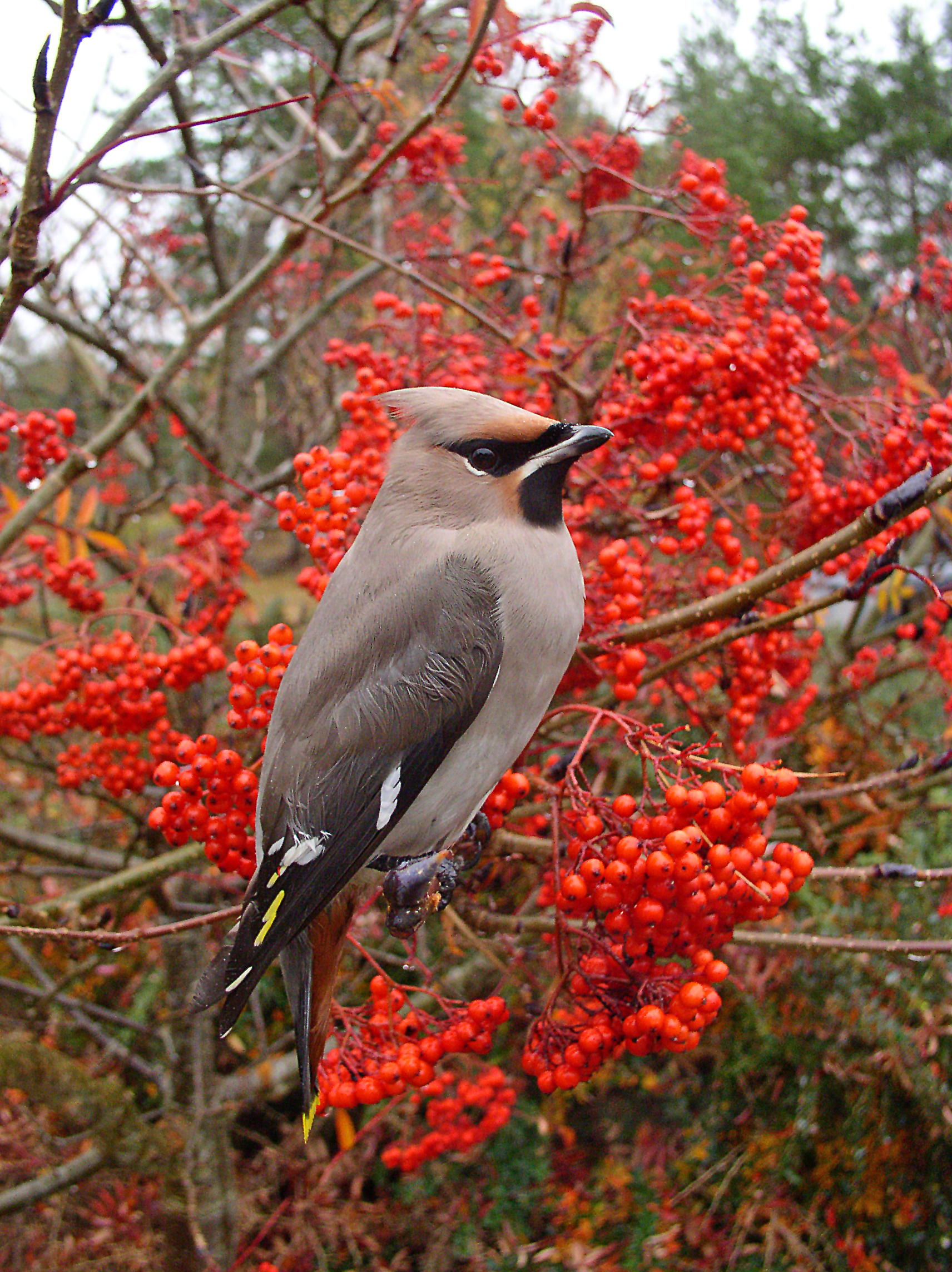
Vintertid livnär sig sidensvansen av bär och frukt.

Sidensvansen häckar i barrskogsbältets nordligare delar i nordvästra Nordamerika, Europa och Asien. Vintertid är den en så kallad strykfågel, det vill säga en partiell flyttfågel, och drar då omkring i stora nomadiska flockar. Mängden fåglar varierar beroende på tillgången på föda, exempelvis rönnbär. Om bärtillgången är låg i häckningsområdet, drar den söderut. 

### Underarter
Arten delas vanligtvis upp i tre underarter:
- Bombycilla garrulus pallidiceps (Reichenow, 1908) – häckar i nordvästra Nordamerika. Den är mycket nomadisk under vinterhalvåret.
- Bombycilla garrulus garrulus – häckar från i Fennoskandia till västra Sibirien. Övervintrar så långt söderut som Centraleuropa och ibland till Sydeuropa.
- Bombycilla garrulus centralasiae (Poliakov, 1915) – häckar från centrala Sibirien till Ochotska havet. Övervintrar så långt söderut som Kina och Japan.

Vissa inkluderar centralasiae i nominatformen.

### Förekomst i Sverige och Finland
I Sverige häckar den främst i norra Norrlands barrskogar men även utmed Norrbottens och Västerbottens kust. Den har observerats så långt söderut som Västmanland, Närke, Uppland och norra Småland, och kan även undantagsvis tänkas häcka där.
I Finland, där den är mycket vanlig, har den blivit observerad i hela landet.

## Ekologi

### Föda
Sidensvansen är insektsätare under häckningssäsongen men livnär sig mest av bär och frukt, exempelvis rönnbär, hagtorn och äpplen, under vinterhalvåret. Det har i många texter beskrivits hur sidensvansar blir berusade av den alkohol som bildas i jästa bär och frukter, men detta är omdiskuterat. Sidensvansen har en exceptionellt stor lever som kan utgöra 9,5% av dess kroppsvikt vilket gör att den har en mycket god och snabb förmåga att bryta ned alkohol, och nedbrytningstakten har uppmätts till 900 mg/kg i timmen. Under kliniska experiment av sidensvansar har man aldrig uppmätt en så pass hög koncentration av alkohol i blodet att det skulle kunna ha påverkat deras beteende eller rörelseförmåga. Det finns dock studier av sidensvansar som hittats döda i naturen vars alkoholhalt i blod och lever var så pass höga, 730mg/kg respektive 989 mg/kg, att det kan ha påverkat deras koordination.

### Häckning
Sidensvansen lever i monogama par. Den lägger vanligtvis fem till sex ägg som är vitaktiga med mörkare, ljusbruna eller violetta fläckar och punkter. Honan ruvar äggen i 14–15 dygn innan de kläcks. Båda föräldrarna tar sedan hand om ungarna som blir flygga efter 14–15 dygn efter kläckningen.

## Sidensvansen och människan
Vintertid påträffas ibland påkörda sidensvansar utefter vägar. Detta förklaras ibland med att fåglarna blivit berusade av jäst frukt men studier indikerar att det istället kan bero på de höga koncentrationer av salt som fåglarna får i sig från smältvatten från saltade vintervägar vilket påverkar fåglarnas flygförmåga.

### Status och hot
Sidensvansen har ett mycket stort utbredningsområde, en stor global population och utvecklingstrenden är positiv. Utifrån dessa faktorer kategoriseras den av IUCN som livskraftig (LC).